# Bisleti
Bisleti je priimek več oseb:    
- Camillo de’ Marchesi Bisleti, italijanski rimskokatoliški škof
- Fortunato Bisleti, italijanski rimskokatoliški škof
- Gaetano Bisleti, italijanski rimskokatoliški kardinal